# Piotr Kraśko
 (janvier 2024).
Piotr Kraśko, né le 11 juillet 1971 à Varsovie, est un journaliste et présentateur de télévision polonais. Il a travaillé pour la télévision publique polonaise TVP de 1991 à 2016 (notamment comme correspondant à l'étranger et présentateur du journal télévisé) et depuis 2016 pour le groupe commercial TVN.

## Biographie

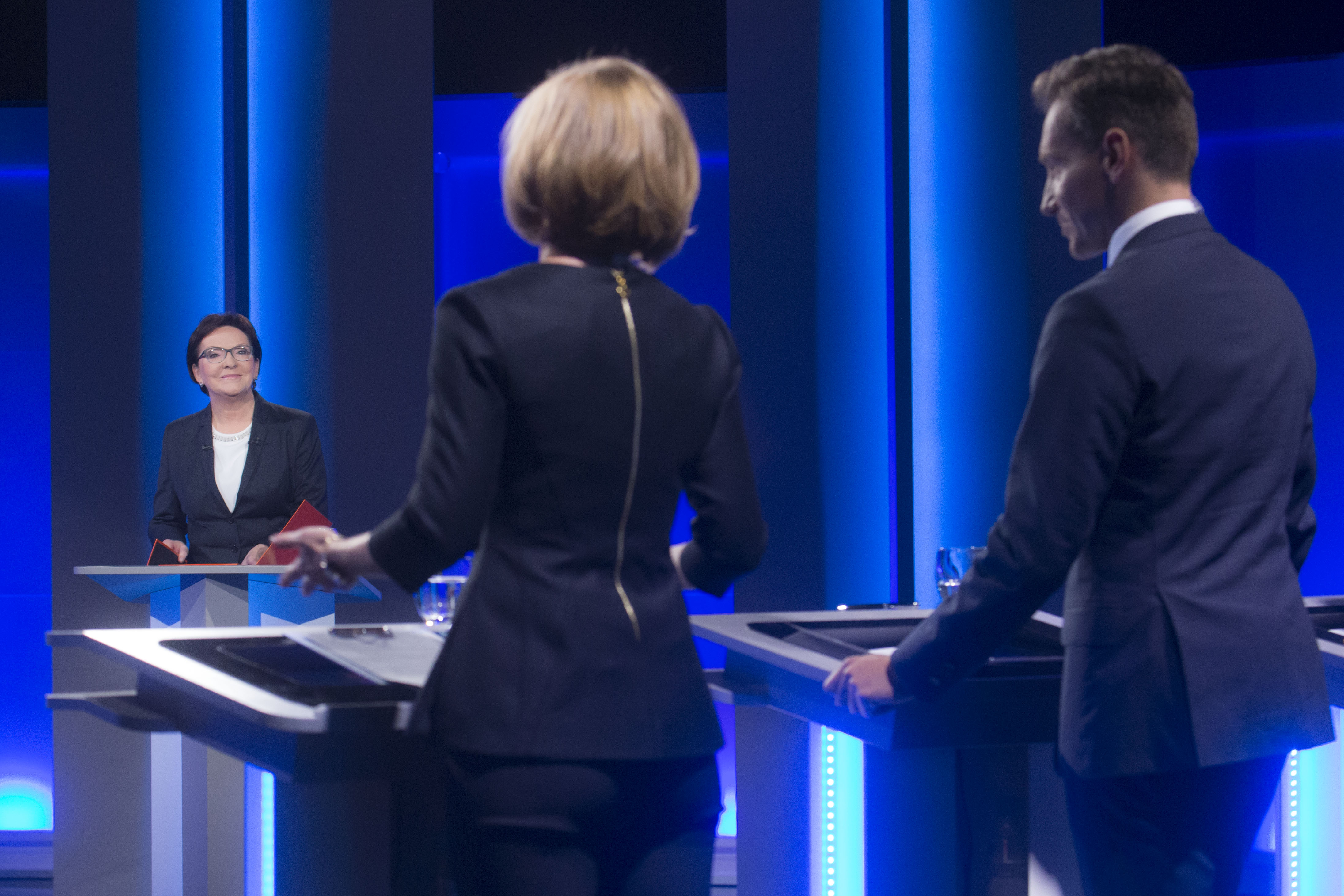
Débat entre la Première ministre Ewa Kopacz et Beata Szydło, qui lui succédera au même poste, le 19 octobre 2015

Piotr Kraśko est le fils de la productrice de cinéma Barbara Pietkiewicz (d) et du journaliste, réalisateur et écrivain Tadeusz Kraśko (pl), et le petit-fils de Wincenty Kraśko (pl), député à la Diète de la république populaire de Pologne de 1957 à 1976. Après une scolarité au lycée Klementyna-Hoffman de Varsovie (d), il fait des études de théatrologie à l'Académie de théâtre Alexandre-Zelwerowicz. Il écrit dans des journaux de la presse estudiantine avant d'entrer à TVP, où il présente diverses émissions de plateau. 
De 2003 à 2008 il est nommé successivement correspondant à Bruxelles, Rome et Washington. Il est ensuite envoyé spécial sur de nombreux événements et accompagne notamment plusieurs déplacements du pape Jean-Paul II. Il devient un des présentateurs puis rédacteur en chef de l'édition principale du journal télévisé Wiadomości (en). Il est écarté de l'antenne de la télévision publique en 2016, après la victoire législative du parti de Jarosław Kaczyński. Il est recruté par le groupe privé TVN et présente plusieurs émissions sur les chaînes TVN24, TVN24 BiŚ et TVN. Il a aussi une émission hebdomadaire sur la radio d'information Tok FM (d).
Après avoir été marié de 2000 à 2004 à Dominika Czwartosz, il a épousé la cavalière et éleveuse de chevaux Karolina Ferenstein, dont il a deux fils, Konstanty (né en 2007) et Aleksander (né en 2009) et une fille, Lara (née en 2016). 

## Publications
- Dyskretny urok wystąpień publicznych, czyli Jak zmienić koszmar w radość (avec Tomasz Kammel (pl), Robert Krool), Varsovie 2002,  (ISBN 83-88931-22-9).
- Kiedy świat się zatrzymał. 63 dni w Watykanie z Piotrem Kraśko (entretien avec Marcin Witan), Katowice 2005,  (ISBN 83-7030-449-4).
- Rok reportera, Katowice 2009,  (ISBN 978-83-7030-660-1).
- Smoleńsk – 10 kwietnia 2010, Varsovie 2010,  (ISBN 978-83-62343-09-6).
- Alaska – Świat według reportera, Varsovie 2011,  (ISBN 978-83-7596-141-6).
- Świat w pigułce, czyli Teksas jest większy od Francji, Varsovie 2011,  (ISBN 978-83-7596-233-8).
- Rwanda – W stanie wojny, Varsovie 2012,  (ISBN 978-83-7596-257-4).
- Irak – W stanie wojny, Varsovie 2012,  (ISBN 978-83-7596-258-1).
- Bejrut – W stanie wojny, Varsovie 2012,  (ISBN 978-83-7596-259-8)
- Wielka Brytania – Świat według reportera, Varsovie 2012,  (ISBN 978-83-7596-261-1).
- Francja – Świat według reportera, Varsovie 2012,  (ISBN 978-83-7596-264-2).

## Récompenses
- Lauréat du prix Wiktory 2008 (d) dans la catégorie « Meilleur présentateur TV »
- Lauréat du prix Wiktory 2013 (d) dans la catégorie « Présentateur TV »
- Nommé pour le prix des Stars de Pléiades  dans la catégorie « Début de l'année » lors du Grand Gala de plejada.pl (d).
- « Telekamera (en) » de Tele Tydzień (pl) 2021 dans la catégorie présentateur de JT.